# Louis-Marie Désiré-Lucas
Louis-Marie Désiré-Lucas (Fort-de-France, 15 de octubre de 1869-Douarnenez, 29 de septiembre de 1949) fue un pintor y litógrafo francés especializado en pintura de género y retratos.

## Biografía
Nació circunstancialmente en la isla de Martinica, una dependencia francesa en América Central, mientras su padre —Louis-Marie-Alexandre Lucas— cubría el puesto de comisario de la Marina Nacional francesa en Fort-de-France; dos años después regresaron a Brest, lugar de origen de la familia.
A los dieciséis años, mientras cursaba sus estudios de enseñanza media, pintó al óleo su primer retrato, La jeune Ouessantine (La joven Ouessantine). Al finalizar esta etapa decidió mudarse a París donde se formó en la Academia Julian primero y luego en la Escuela de Bellas Artes, con profesores como Jules Joseph Lefebvre, William-Adolphe Bouguereau y Tony Robert-Fleury. Debió interrumpir sus estudios en el periodo entre 1892 y 1894 con el fin de cumplir con el servicio militar.
Su primera esposa fue Marguerite Philippe (1875-1938) a quien conoció durante la época de su reclutamiento; contrajeron matrimonio el 7 de julio de 1895 en Vannes. A ella le dedicó el cuadro Portrait de Madame Lucas, en cuyo dorso escribió «Ma chère compagne» (Mi querida compañera). Unos años después de la muerte de Marguerite, Désiré-Lucas se casó con Marie Réol (1880-1963).
Desde 1907 residirá en Douarnenez durante las estaciones cálidas y los inviernos los pasará en París, aunque no deja de viajar a otros lugares dentro y fuera del país, con el objetivo de encontrar nuevos temas para sus cuadros.
En 1915, en el marco de la Primera Guerra Mundial, fue destinado a Amiens, con la sección de camuflaje del Grupo de Ejércitos del Norte (Groupe des Armées du Nord) donde permaneció hasta 1917. En esa época conoció al escultor Auguste Carvin con quien trabó una gran amistad y quien le obsequió, en 1916, un busto de su autoría, realizado en terracota que, desde 2021, forma parte del acervo del Museo de Picardía en Amiens; muchos años más tarde esculpiría otro similar en mármol blanco.

## Obras

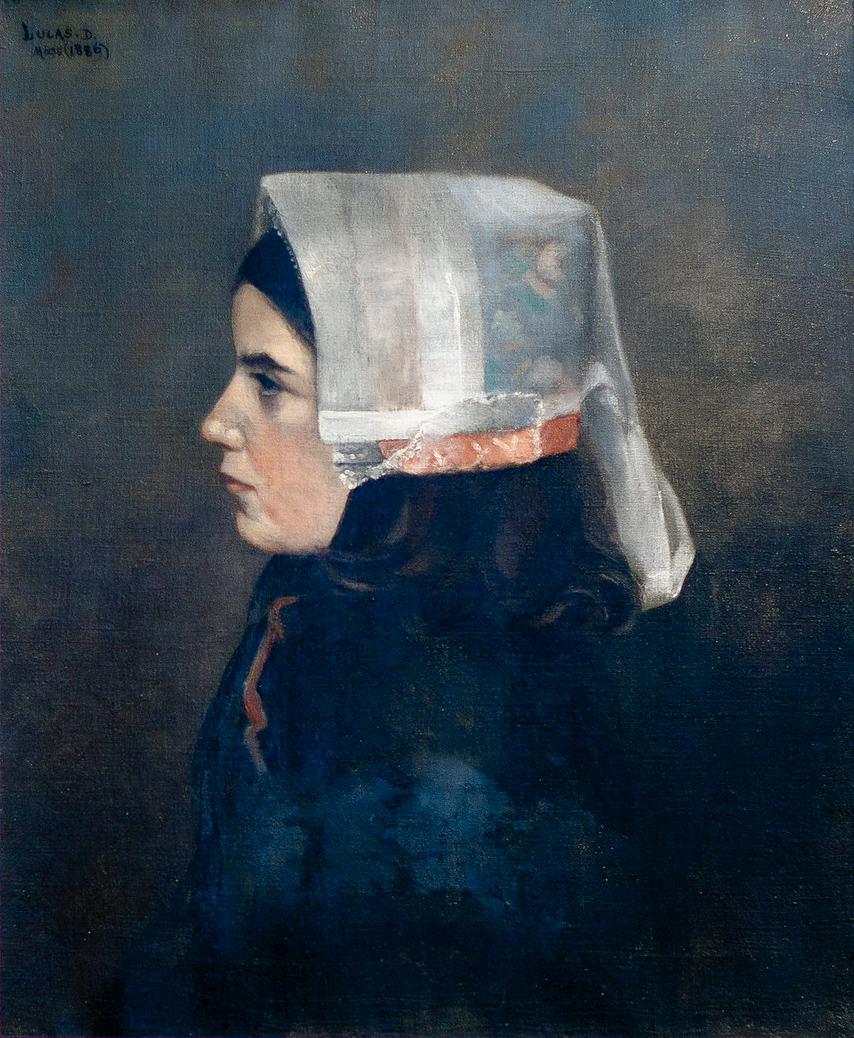
La jeune Ouessantine (1886)

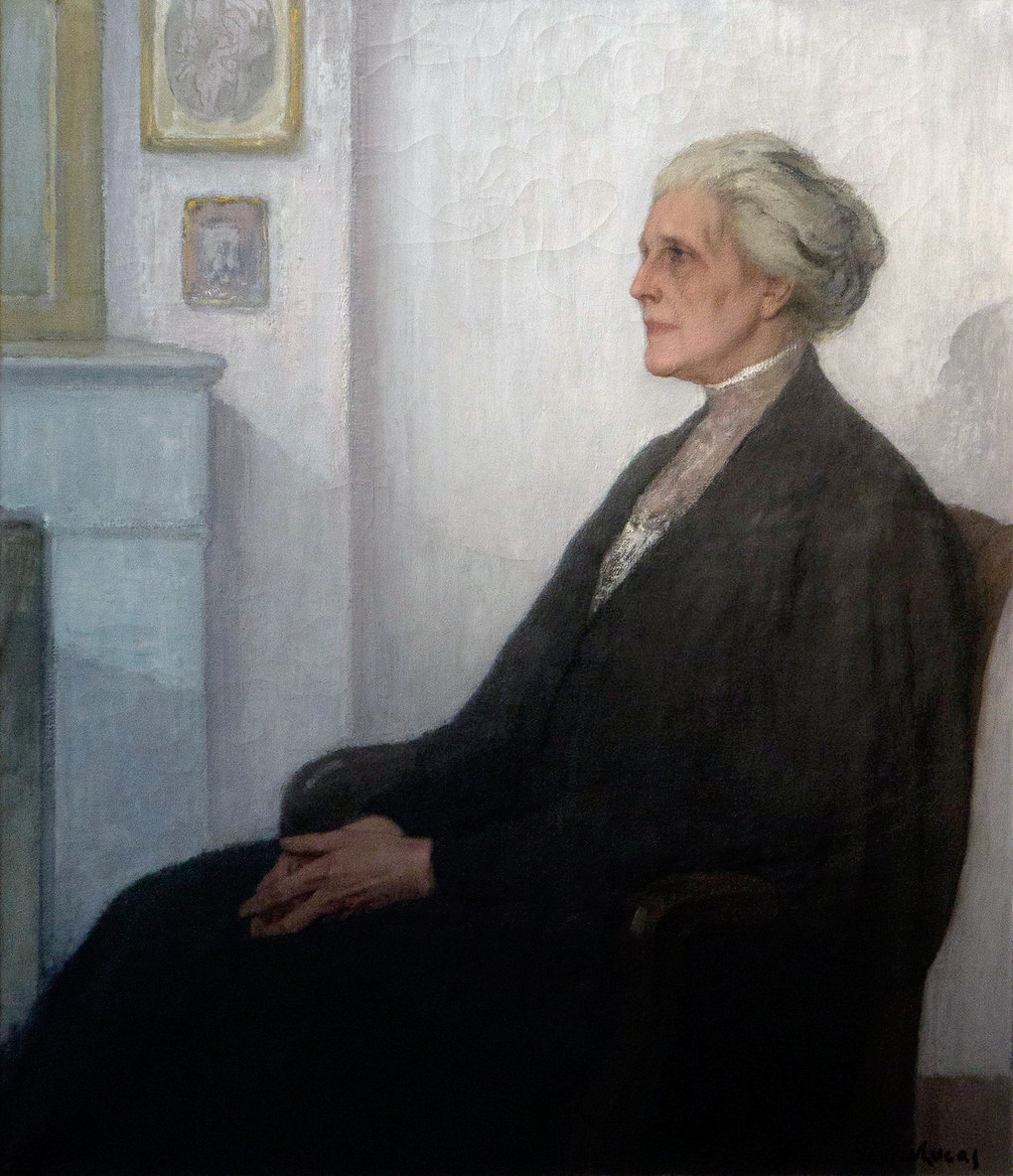
L'oblate (1934)

Su primera exposición fue en 1893 en el Salon des Champs-Élysées, en París, pero no fue sino en su segunda exposición, dos años más tarde, cuando fue merecedor de críticas muy positivas con su obra Une reprise difficile. En la exposición de 1896 su obra Ave Maria no tuvo éxito; después de este fracaso tuvo la oportunidad de conocer y entrevistarse con Gustave Moreau, pintor y profesor de la Escuela de Bellas Artes de París, que animaba a sus alumnos a expresar en la pintura sus sentimientos por encima de los cánones establecidos y quien lo animó a recuperar el camino que había iniciado cuando era más joven, cuando pintaba paisajes de la naturaleza y realistas escenas campesinas, antes de verse influenciado por los rígidos estudios; es así como en 1897 abandona la gran ciudad y regresa a Vannes. Muy pronto verá el fruto de su decisión de retomar las escenas costumbristas, ya que ese mismo año, en el Salón des Artistes Francais, dos de sus obras fueron elegidas: Interieur de ferme bretonne et Femme tricotant sous la lampe. A partir de 1901 comenzó a presentar obras de mayor tamaño: en la exposición de ese año expuso Bénédicité, de 173 x l39 cm, dimensiones que debieron ser recortadas más adelante debido a los daños que sufrió el cuadro durante la guerra.
Se citan algunas de sus obras y su localización:
Pinturas
- 1886 - La jeune Ouessantine, óleo sobre tela, en la colección del Museo de Bellas Artes de Brest, Francia.
- 1890 - Fileuse au rouet, aguafuerte, 27 x 20,5 cm, en el Museo Museo Departamental Bretón de Quimper, Francia.[9]
- 1895 - Portrait de Madame Lucas, óleo sobre tela, 41 x 33 cm.
- 1901 - Bénédicité, óleo sobre tela, 97,0 x 120,0 cm, en el Museo de Orsay, París, Francia.
- 1901 - Etude pour le Bénédicité, pastel y carboncillo sobre cartón, 52,5 x 43,5 cm, en el Museo de Orsay.[10]
- 1905 - Le déjeuner des enfants, óleo sobre tela, 55,1 x 44,4 cm, en el Museo de Bellas Artes de Reims, Francia.[11]
- 1909 - La procession o Le pardon de Saint Cado, óleo sobre tela, 205 x 300 cm, en el Museo de Bellas Artes de Quimper, Francia.[12]
- 1914 - Village Scene, tinta y lápiz, 22.1 x 19.1 cm, en el Museo Smithsoniano de Arte Americano, Estados Unidos.[13]
- c. 1924 - Quimperlé après la pluie, óleo sobre tela, 65 x 81 cm.[14]
- 1928 - L'église dans la vallée, óleo sobre tela, 100 x 80 cm, en el Museo de Orsay.
- 1933 - Portrait du médecin général Clarac, óleo sobre tela, 92,3 x 73,5 cm, en la colección del Museo de Bellas Artes de Brest.
- 1934 - L'oblate, óleo sobre tela, 111,8 x 96,2 cm, en la colección del Museo de Bellas Artes de Brest.
- c. 1942 - La baie de Douarnenez vue de Sainte Marie du Menez Hom, óleo sobre tela, 81 x 100 cm, en la colección del Museo de Bellas Artes de Brest.
- c. 1947 - Sur la petite cale, Douarnenez, óleo sobre tela, 81 x 100 cm, en la colección del Museo de Bellas Artes de Brest.
- s/f - Le port d'Ondarroa, óleo sobre tela, en el Museo Alfred-Danicourt, Péronne, Francia.[15]
- s/f - Vue de Florence, óleo sobre tela, 59 x 71 cm, en el Museo Municipal de Bellas Artes de Valparaíso, Chile.[16]
- s/f - Le port de Camaret, óleo sobre tela, 32 x 40 cm, en el Museo de Bellas Artes La Cohue, Vannes, Francia.
- s/f - La baie de Dinan, óleo sobre tela, 81 x 100 cm, en el Museo de Bellas Artes de Nantes, Francia.[17]
- s/f - Village de Camaret, óleo sobre tela, 53 x 65 cm, en el Museo Alfred-Danicourt, Péronne.[18]
- s/f - La rivière de Pont-Croix, óleo sobre madera, 38 x 46 cm, en el Museo Crozatier, Le Puy-en-Velay, Francia.[19]

Libro
- Désiré-Lucas, Louis-Marie (1938). Notes et souvenirs (en francés). París: A. Lahure.[20]

## Premios y distinciones
- En el salón de la Sociedad de Artistas Francese recibió, en 1897, una mención de honor por su obra Intérieur breton; en 1898, la medalla de tercera clase por Conte de grand-mère; y, en 1899, una medalla de segunda clase.[21]
- En 1900 obtuvo una medalla de bronce en la Exposición Universal de París. Al año siguiente ganó una beca de viaje.[21]
- En 1909 ganó la primera medalla de oro en litografía.[21]
- En 1910 se hizo acreedor del premio Rosa Bonheur instituido por Anna Klumpke en 1900 dentro de la Sociedad de Artistas Franceses en homenaje a la pintora Marie-Rosalie Bonheur. También ese año fue distinguido como Caballero de la Legión de Honor.
- En 1937 recibió un diploma de honor en la Exposición Internacional de París.[9]
- En 1943 fue elegido miembro de la Academia de Bellas Artes del Instituto de Francia, puesto que ocupó hasta su fallecimiento.[22]